# Фотоаппараты Zeiss Ikon
Фотоаппараты, выпускавшиеся в разные года компанией Zeiss Ikon.

## Плёнка типа 135

### Фотоаппараты со сменным объективом

#### Дрезден

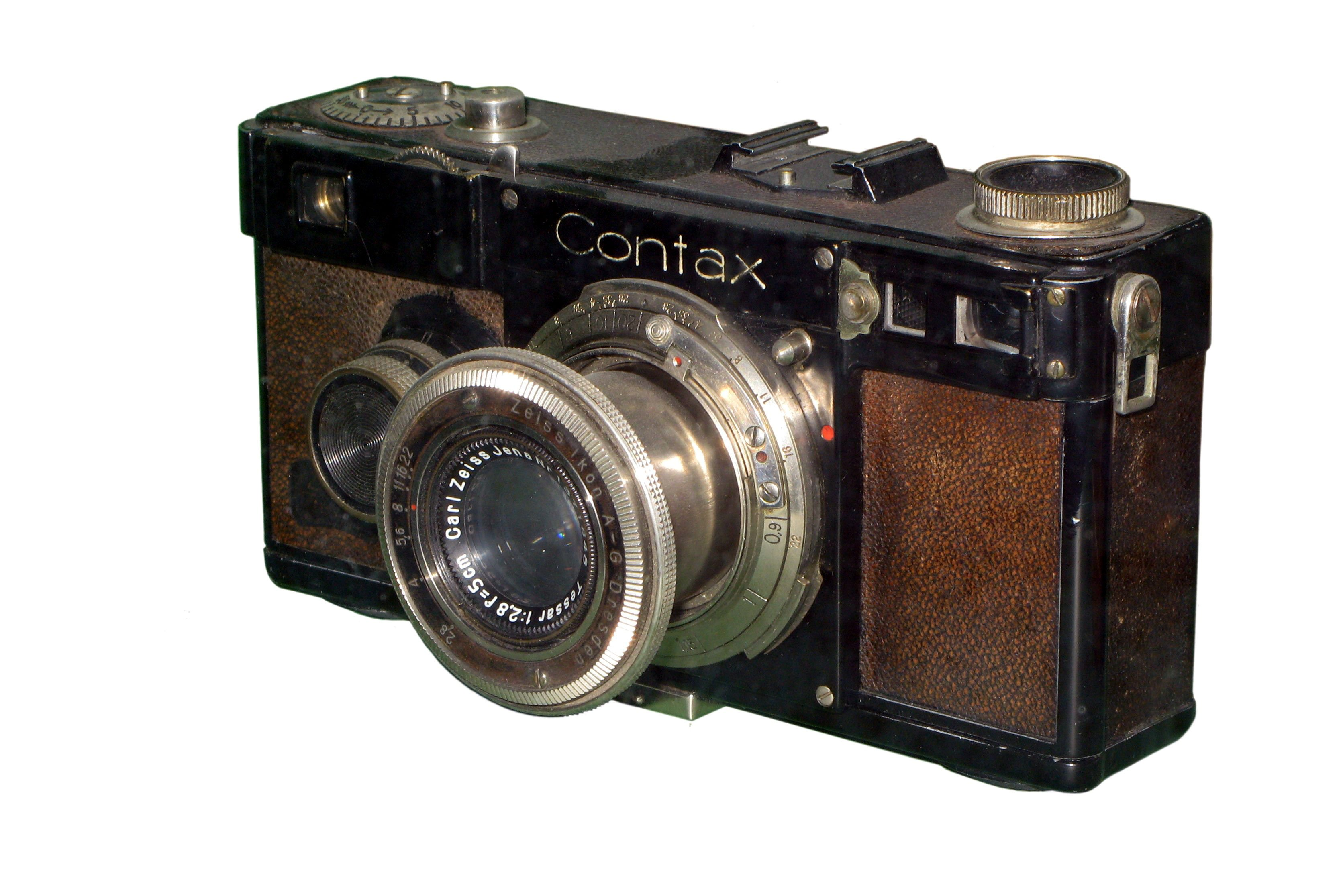
Contax I

- Contax I — производился с 1932 года. Дальномерный фотоаппарат. Выдержки до 1/1000 сек. Крепление объектива — байонет Contax.
- Contax II — производился с 1936 года. Совмещённый с видоискателем дальномер. После Второй мировой войны производился в СССР под названием «Киев-2».

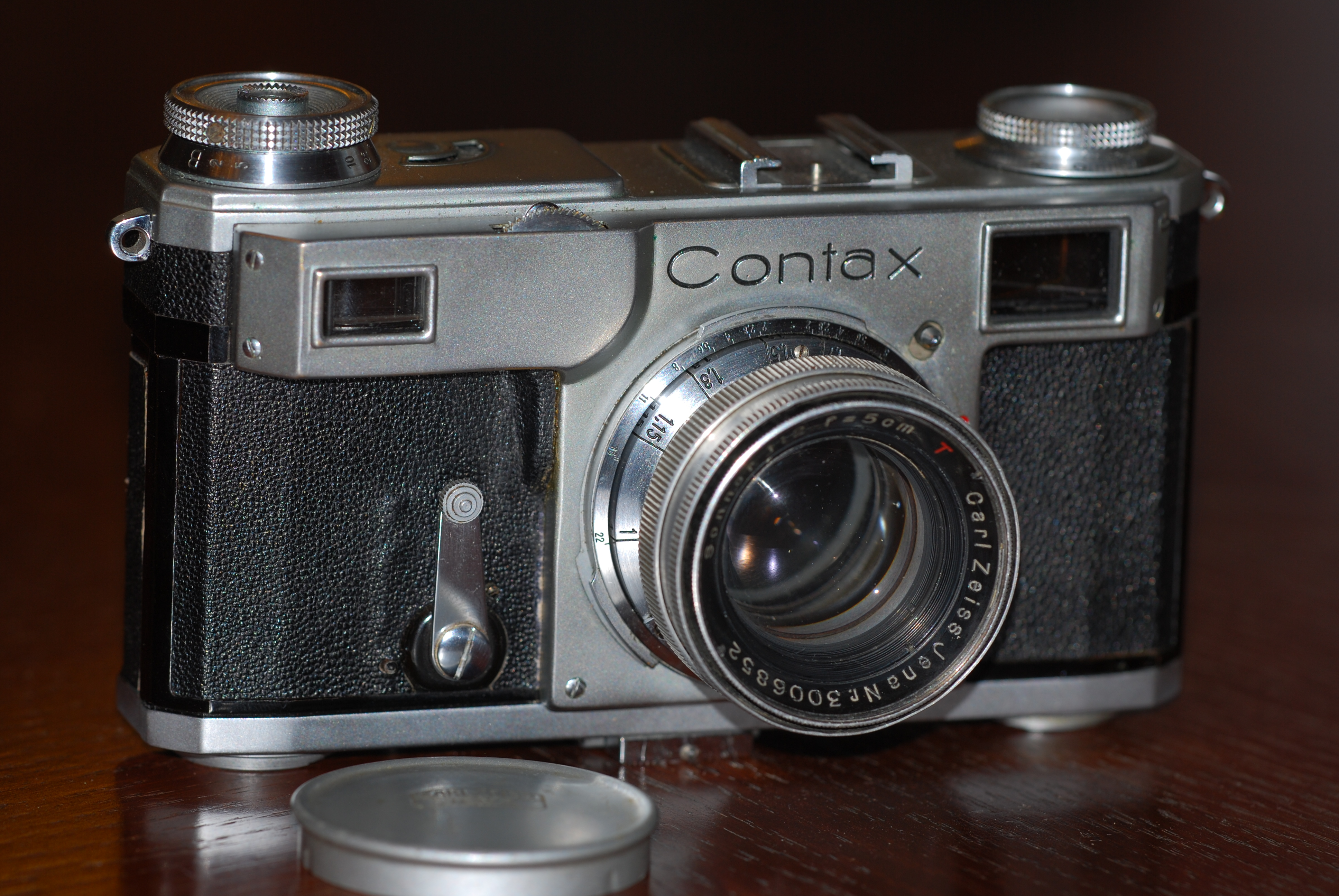
Contax II

- Contax III — производился с 1936 года. Вариант Contax II с селеновым экспонометром. Одна из первых в мире камер с встроенным экспонометром. После Второй мировой войны производился в СССР под названием «Киев-3».

- Nettax — производился с 1936 года. Более дешёвая версия Contax II. Крепление объектива — байонет Contax.
- Tenax II — производился с 1938 года[* 1]. Дальномерный фотоаппарат. Размер кадра 24×24 мм. 48 кадров на плёнке типа 135.

#### Штутгарт
- Contax IIa — производился с 1950 года. Послевоенная версия Contax II.
- Contax IIIa — производился с 1951 года. Послевоенная версия Contax III.

### Фотоаппараты с несменным объективом

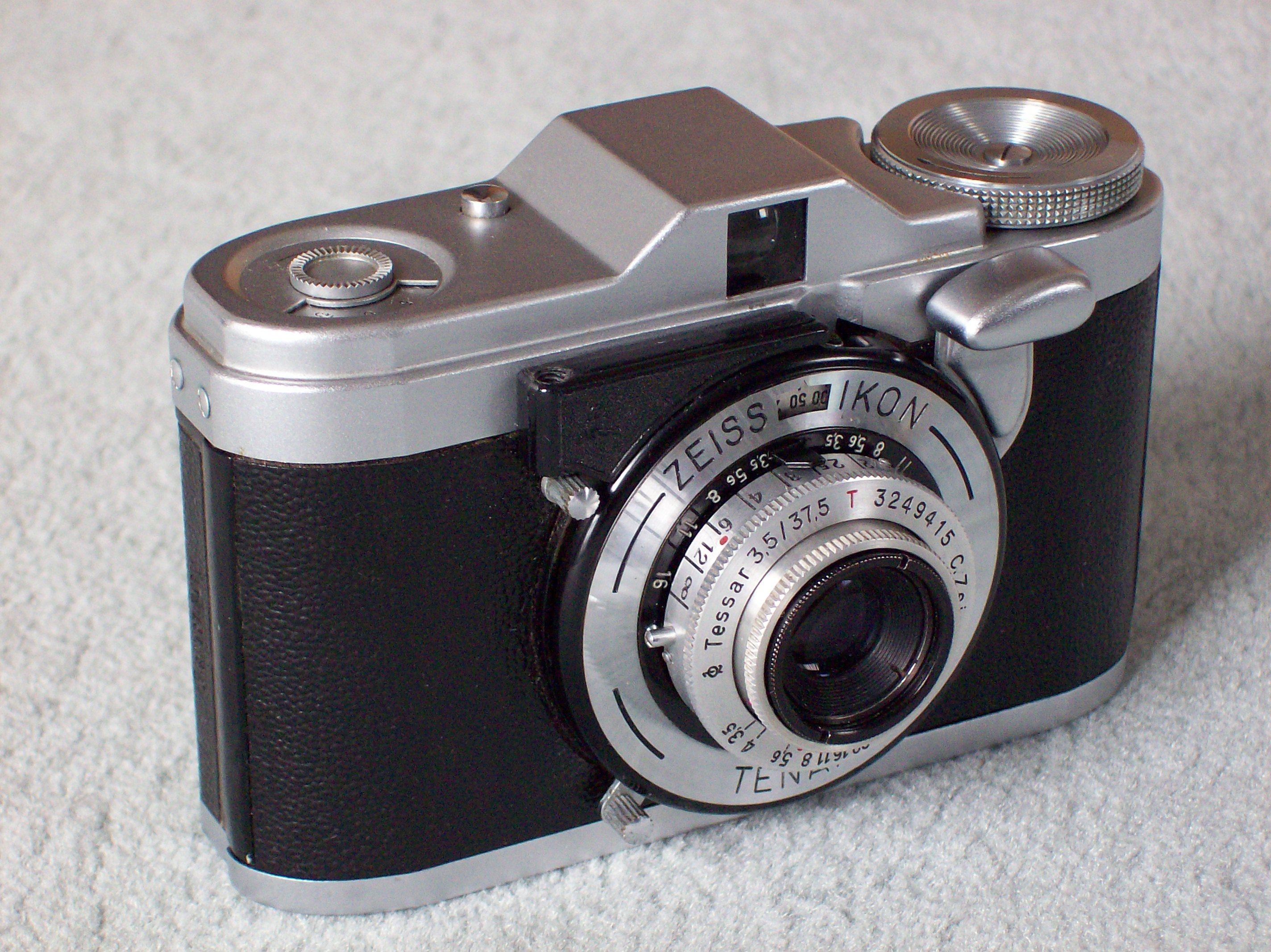
Tenax I

- Contessa 35 — серия дальномерных фотоаппаратов. Производилась в Штутгарте с 1950 по 1955 год и с 1960 по 1973 год. В 1950-е годы производилась как складной фотоаппарат. Селеновый экспонометр. Выпускалась в 14 вариантах, включая Contessamatic, Contessamat. Два варианта Contessa были складными. Объектив Tessar 50 мм f/2,8.
- Contessamatic, Contessamat — версия Contessa 35. Производилась в 1970-е годы. Дальномерные и шкальные фотоаппараты. Объективы Tessar 50 мм f/2,8 и Color Pantar 45 мм f/2,8. Камера Contessamat имела режим приоритета экспозиции.
- Colora, Colora F — серия дальномерных фотоаппаратов. Производилась с 1960 года по 1965 год. Серия 1960 года — аналог Continette, с объективом Novar 45 мм f/3,5.
- Contina — большая серия фотоаппаратов. Выпускалась с 1951 года по 1960 год в Штутгарте. Выпускалась в 15 вариантах. Один вариант — дальномерный, остальные — шкальные. Первая версия складная.
- Continette — производилась с 1960 года по 1961 год. Шкальный фотоаппарат. Объектив Carl Zeiss Lucinar 45 мм f/2,8.
- Ikonette
- Symbolica — производилась в 1960-е. Шкальная камера для начинающих. Селеновый экспонометр.
- Tenax Automatic — производилась в 1960-е годы. Продолжение камеры Tenax компании Goerz. Шкальный фотоаппарат. Селеновый экспонометр. Автоматическая экспозиция.
- Tenax I — размер кадра 24×24 мм. Шкальный фотоаппарат. Производилась с 1939 по 1941 год. В небольших количествах производилась во время войны. После войны производство возобновилось, и продолжалось до 1959 года. Восточногерманский завод выпускал камеру под названием Taxona.

### Складные фотоаппараты
- Contina I / II
- Contessa 35 (1950—1955)
- Ikonta 35

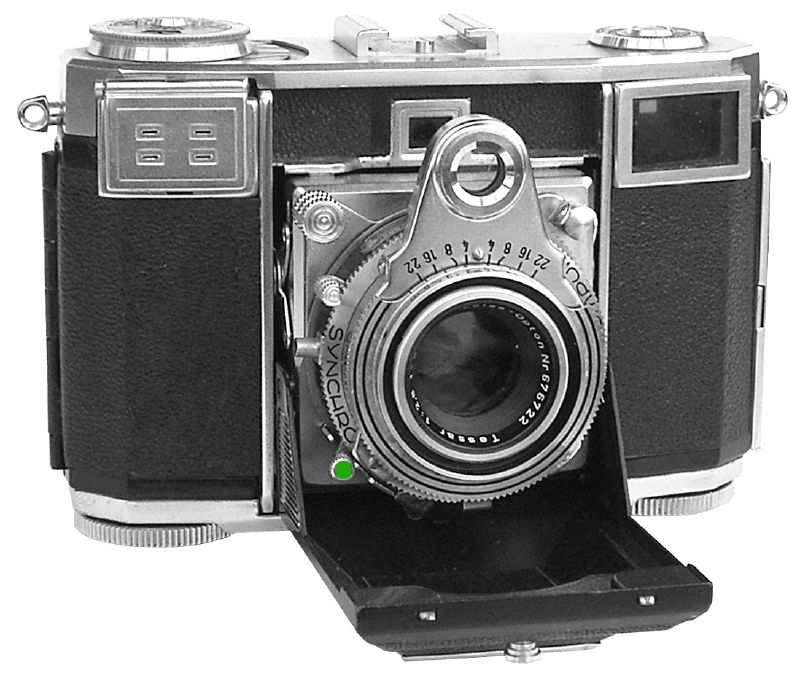
Contessa 35

- Ikonta Derval — производилась с 1927 года, как дешёвая замена Contax I. Несменный объектив.
- Super Nettel II — производилась с 1936 года, как дешёвая замена Contax II. Произведено 2000 экземпляров.

### Однообъективные зеркальные фотоаппараты
Возрастающий спрос на однообъективные зеркальные фотоаппараты компания Zeiss Ikon встретила в 1953 году семейством Contaflex с центральным затвором.
- Contaflex I (1953—1958) — несменный объектив Zeiss Tessar 45 мм f/2,8. Выдержки до 1/500 сек. На объектив могла устанавливаться дополнительная линза.
- Contaflex II (1954—1959) — селеновый экспонометр.
- Contaflex III (1956—1958) — серия III и IV отличались от I и II объективом Zeiss Tessar 50 мм f/2,8. Передний элемент объектива сменный.
- Contaflex IV (1956—1959)
- Contaflex Alpha (1957—1960) — на сериях Alpha и Beta устанавливались объективы Zeiss Pantar 45 мм f/2,8. Выдержки до 1/300 сек. Передний элемент объектива сменный — фокусное расстояние объектива могло изменяться от 30 мм до 75 мм.
- Contaflex Beta (1957—1958)
- Contaflex Prima (1959—1965) — на сериях Prima и Rapid устанавливались объективы Zeiss Tessar 50 мм f/2,8. Увеличился размер корпуса.
- Contaflex Rapid (1958—1960) — селеновый экспонометр.
- Contaflex Prima (1959—1965) — корпус Rapid. Серии Rapid, ранние Super и Prima имели сменный задник, позволяющий менять не отснятую плёнку.
- Contaflex Super (1959—1963) — новый корпус, новый селеновый экспонометр.
- Contaflex Super (new) (1964—1966)

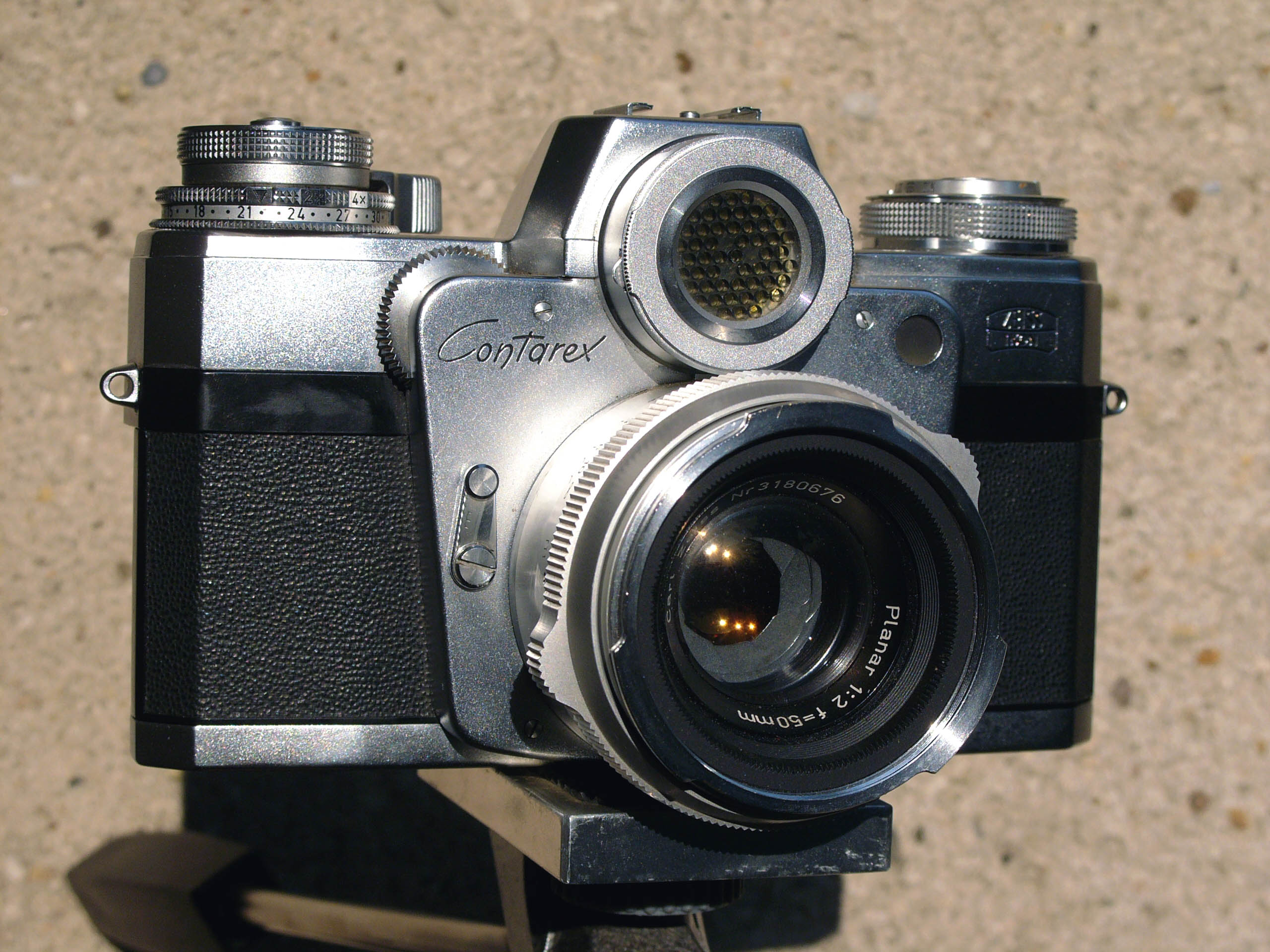
Contarex I («Бычий глаз», «Циклоп»)

- Contaflex Super B (1962—1965) — имел приоритет выдержки.
- Contaflex Super BC (1965—1968) — сернисто-кадмиевый (CdS) TTL-экспонометр.
- Contaflex S (1968—1971) — последняя камера Contaflex серии.
- Contaflex 126 (1967—1971) — отличный от всех предыдущих Contaflex корпус. Разработан для картриджа Kodak 126. Сменные объективы. Объективы с диапазоном фокусных расстояний от 25 мм до 200 мм. Объективы могли устанавливаться только на Contaflex 126.

Ограничения, привносимые центральным затвором в однообъективную систему, вынудили Zeiss Ikon в 1959 году последовать мировой тенденции и использовать фокальный затвор в аппаратуре семейства Contarex.
- Contarex I (Bullseye или Cyclops) (1959—1966) — предназначался для профессиональных фотографов. Имел сменный задник, позволяющий менять не отснятую плёнку. Каждый задник имел счётчик кадров. Селеновый экспонометр. Штатный объектив Carl Zeiss Planar 50 мм f1/2. Вес камеры 1,2 кг.
- Contarex Professional
- Contarex Super

### Совместно с Voigtländer
Серия Icarex производилась в конце 1960-х, начале 1970-х годов. Разработан компанией Voigtländer. Производился Zeiss Ikon после поглощения Voigtländer в 1966 году. Баойнетное крепление объектива. TTL-экспонометр, замер при закрытой диафрагме.
- Icarex 35 (BM)
- Icarex 35 ™
- Icarex 35S (BM)
- Icarex 35S ™
- SL706 — последняя камера, разработанная Zeiss Ikon. SL706 — заводское название проекта. Резьбовое соединение объектива М42. Представлена в 1971 году. В 1972 году документация и инструменты для производства были переданы компании Rollei. Компания Rollei. Производила камеру под названием Voigtländer VSL 1.

Серия Zeiss Ikon и Voigtländer - Vitessa 
После покупки  компанией Zeiss Ikon в 1965 году компании Voigtländer были выпущены несколько линеек фотоаппаратов, самая известная из которых Icarex. К тому времени Zeiss Ikon поглотила компании-производители затворов Deckel (Compur) и Gauthier (Prontor). Компания модернизирует линейку популярной модели Vitessa выпускавшейся с 1950-х годов компанией Voigtländer, установив на них современные центральные затворы Prontor с выдержкой до 1/1000 секунды в модели 1000SR. Модельный ряд дальномерных фотоаппаратов выполнен в довольно строгом для того времени стиле. Корпуса изготавливались из нержавеющей стали.  
- Vitessa 250
- Vitessa 300
- Vitessa 500 L
- Vitessa 500 S
- Vitessa 500 AE electronic (корпус части выпущенных камер отделывался деревом)
- Vitessa 500 SE electronic
- Vitessa 1000 SR - представлен в 1968 году. Выпущено 18500шт.

### Двухобъективные зеркальные фотоаппараты
- Contaflex — производилась с 1935 года. Первая в мире камера с встроенным селеновым экспонометром. Объективы совместимы с дальномерными моделями Contax. Одна из самых дорогих камер своего времени.

## Плёнка типа 120

### Складные

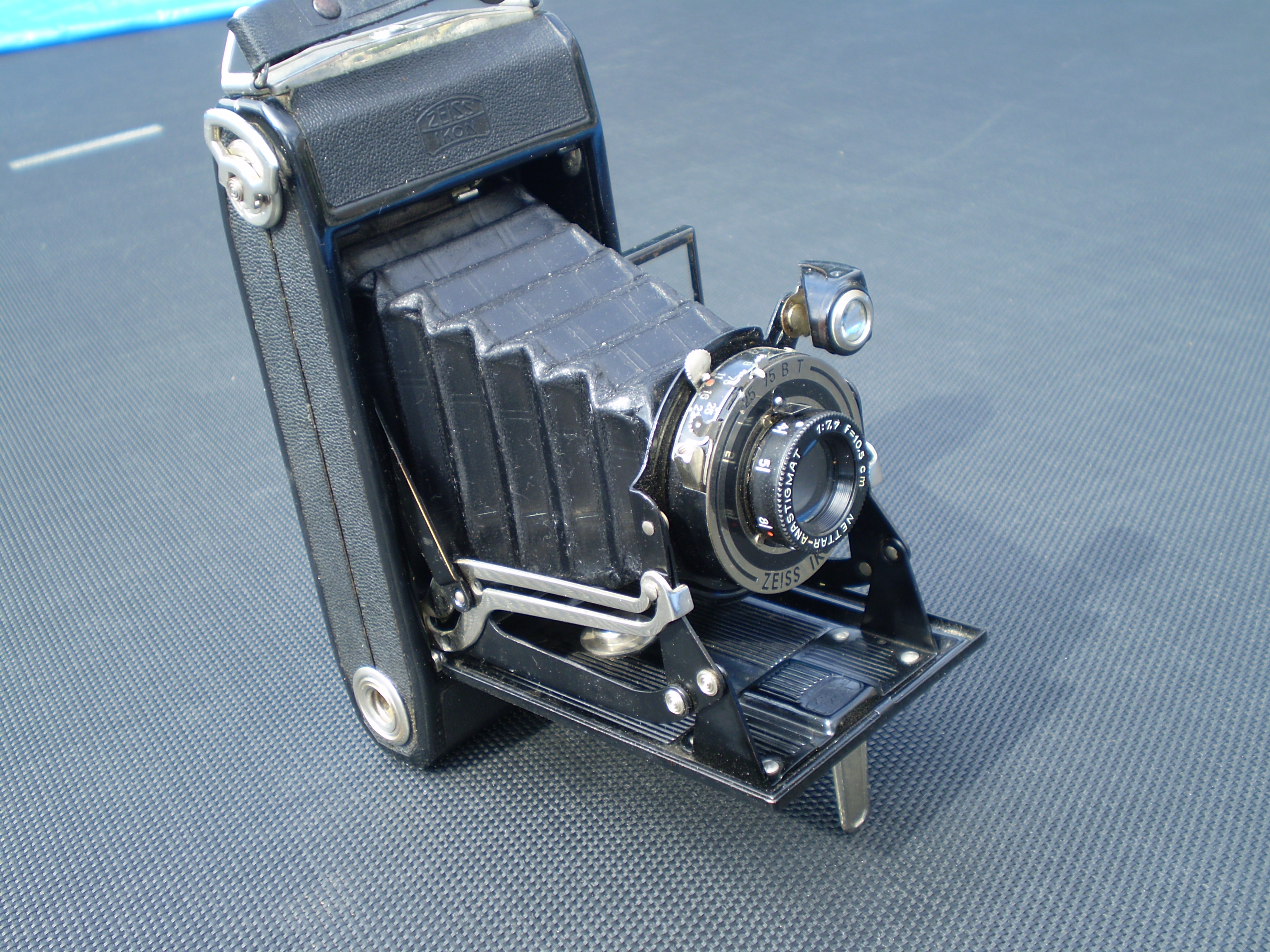
Nettar

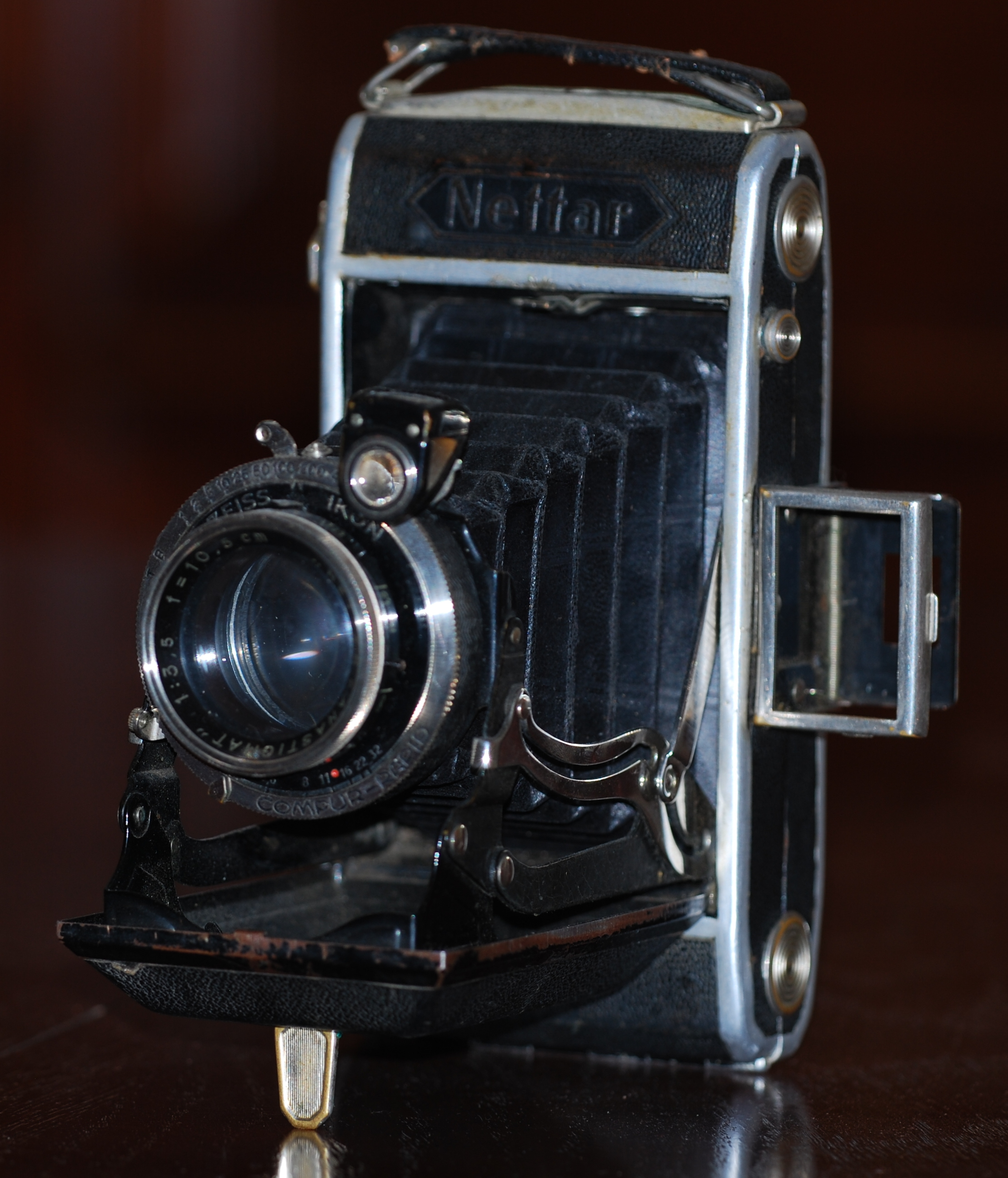
Nettar 515/2

- Nettar — серия складных фотоаппаратов Nettar.
  - Nettar 510 (Bob 510) — производилась с 1934 года. Размер кадра 6×4,5 см. Выдержки до 1/100 сек. Объектив Nettar 75 мм f/6,3. Рамочный видоискатель.
  - Nettar 510/2 (Bob 510/2) — производилась с 1936 года. Размер кадра 6×9 см. Выдержки до 1/75 сек. Объектив Nettar 105 мм f/7,7. Оптический видоискатель, дополнительный рамочный видоискатель.
  - Nettar 515 — производилась с 1937 года. Размер кадра 6×4,5 см. Выдержки до 1/175 сек. Объектив Nettar-Anastigmat 75 мм f/4,5. Рамочный видоискатель.
  - Nettar 515/2 — производилась с 1937 года. Размер кадра 6×9 см. Выдержки до 1/100 сек, с затвором Compur-Rapid до 1/400 сек. Объектив Novar Anastigmat105 мм f/6,3 или Nettar Anastigmat 105 мм f/3,5. Оптический видоискатель.
  - Nettar 515/16 — производилась с 1937 года. Размер кадра 6×6 см. Выдержки до 1/175 сек. Объектив Novar Anastigmat75 мм f/4,5. Рамочный видоискатель.
- Nettar II
  - Nettar II 517/16 — производилась с 1949 года. Размер кадра 6×6 см. Выдержки до 1/200 сек. Объектив Novar Anastigmat 75 мм f/6,3 или 75 мм f1/4,5. Оптический видоискатель.
  - Nettar II 518/16 (Signal Nettar, Nettar IIb) — производилась с 1949 года. Размер кадра 6×6 см. Выдержки до 1/200 сек. Объектив Novar Anastigmat 75 мм f1/4,5. Оптический видоискатель.
- Nettax (513/16) — складная камера. Производилась в 1950-х годах. Селеновый экспонометр. Размер кадра 6×6 см.
- Icarette — камера производилась в 1920-е годы компанией ICA AG. Затвор Compur, Выдержки до 1/250сек. Объективы Carl Zeiss Jena 105 мм f/4,5 или Ica Dominar 105 мм f1/4,5. Размер кадра 2½ × 4 ¼ дюймов.
- Cocarette — производилась компанией Contessa-Nettel с 1919 года. Размер кадра 6×9 см. Выпускалась с разными объективами и затворами.
- Ikonta — серия фотоаппаратов. Выпускалась с 1930 года. Серия Super Ikonta — дальномерные камеры. После войны восточногерманская фирма Zeiss Ikon выпускала камеру под названием Ercona. Размер кадра 6×9 см. На моделях этого семейства основана конструкция советских аппаратов «Москва».
  - Ikonta A
  - Ikonta B
  - Ikonta C
  - Ikonta D
  - Super Ikonta A
  - Super Ikonta B
  - Super Ikonta C
  - Super Ikonta III
  - Super Ikonta IV

### Двухобъективные зеркальные фотоаппараты
- Ikoflex Ia
- Ikoflex Ib
- Ikoflex Ic — производился с 1956 года. Сернисто-кадмиевый экспонометр (CdS). Объективы Tessar или Novar 75 мм f/3,5.
- Ikoflex II
- Ikoflex IIa
- Ikoflex III
- Ikoflex Favorit — камера производилась с 1957 года по 1960 год. Объектив Tessar 75 мм f/3,5.

### Коробочного типа (бокс-камеры)

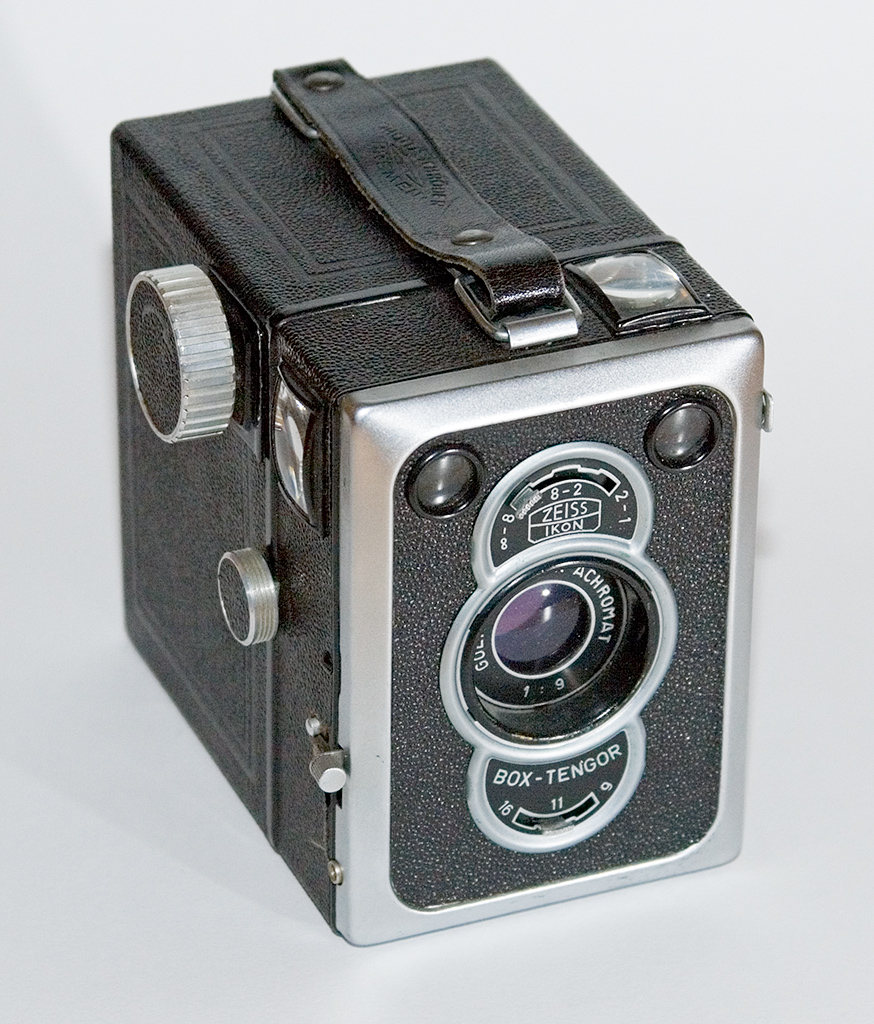
Box Tengor

- Box Tengor — камеру для начинающих — производила компания Goerz. Производилась для плёнок типа 116, 120 и 129. Модель 54/2 выпускалась с 1934 года по 1938 год. Объектив Goerz Frontar. Три диафрагмы.
- Tengoflex 85/16 — камера для плёнки типа 120, формат кадра 6×6. Выпускалась с 1941 года по 1942 год. Объектив Goerz Frontar. Две диафрагмы. Практически все выпущенные камеры были в 1944 году проданы в Швецию в обмен на железную руду, которая была в большом дефиците в Германии в конце войны.

## Плёнка типа 127
- Baby Box Tengor
- Ikonta 3×4 (Baby Ikonta)
- Kolibri — шкальный фотоаппарат. Производился с 1930 года по 1935 год. Размер кадра 3×4 см. 16 кадров на плёнку типа 127. Объективы Carl Zeiss Tessar 5 см f/3,5 или f/4,5 или Novar f/6,3 или Biotar f2.
- Piccolette
- V.P. Icarette

## Другие типы плёнки
- Nixe A & B
- Baby Cocarette

## Для фотопластинок

### Складные
- Maximar A (6,5×9) & B (9×12) — выпускалась для размеров кадра: 6×9 см, 9×12 см и 10×15 см.
- Ideal 250/3 (6,5 × 9 см)
- Ideal 250/7 (9 × 12 см)
- Ideal 250/9 (10 × 15 см)
- Ideal 250/11 (13 × 18 см)
- Trona (9×12 см)
- Trix / Orix (10×15 см)
- Universal Juwel A (9×12) & B (13×18)
- Nettel
- Miroflex A (6,5×9) & B (9×12)

## VEB Zeiss Ikon (Восточная Германия)

### Плёнка типа 135

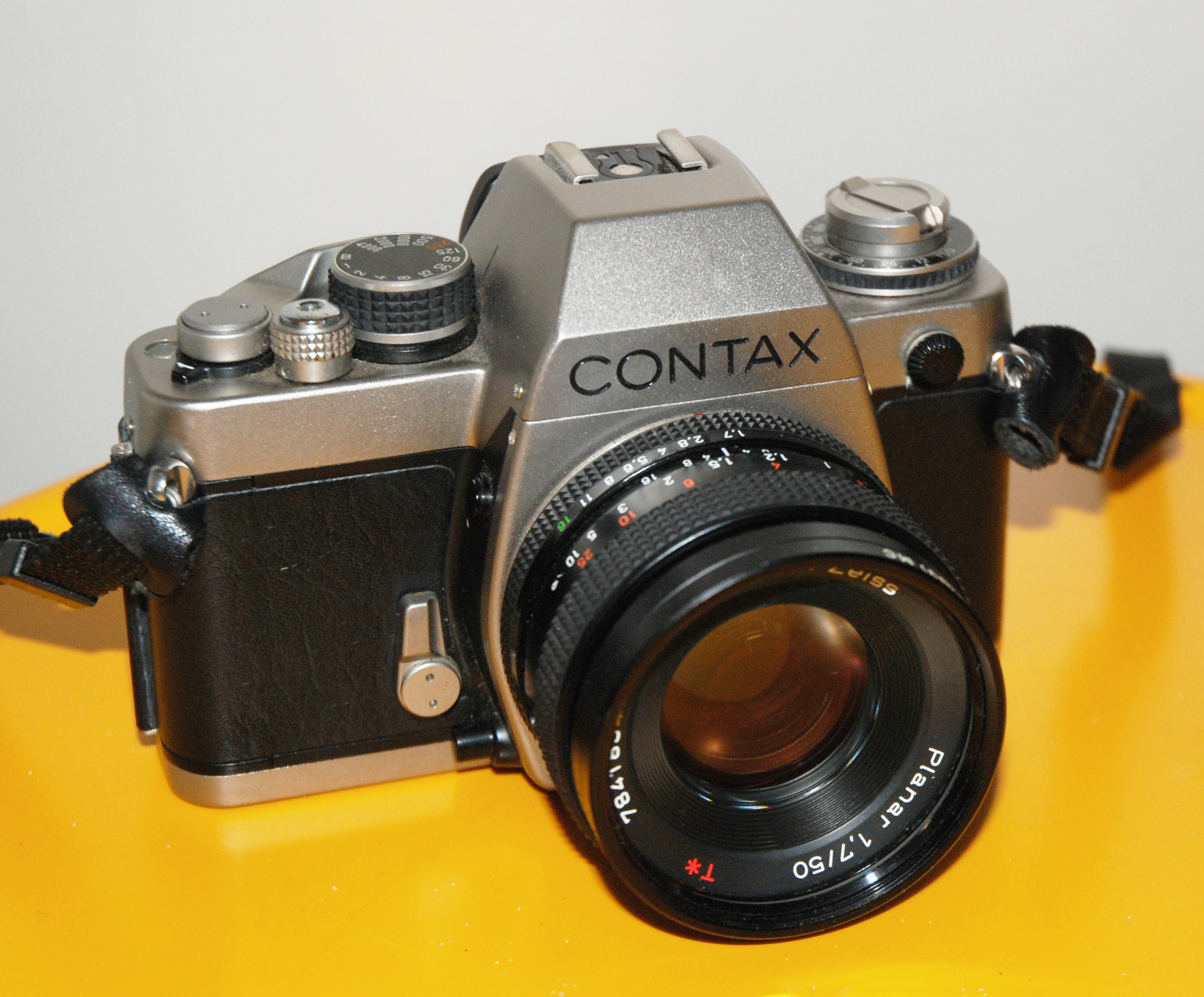
Contax S2

- Contax S — производилась с 1949 года по 1952 год. Резьбовое соединение объектива М42. Видоискатель с пентапризмой Zeiss Ikon планировал выпускать ещё в 1930-е. Объектив Biotar 2/5,8 T Carl Zeiss Jena.
- Contax D или Pentacon — производилась с 1952 года по 1956 год.

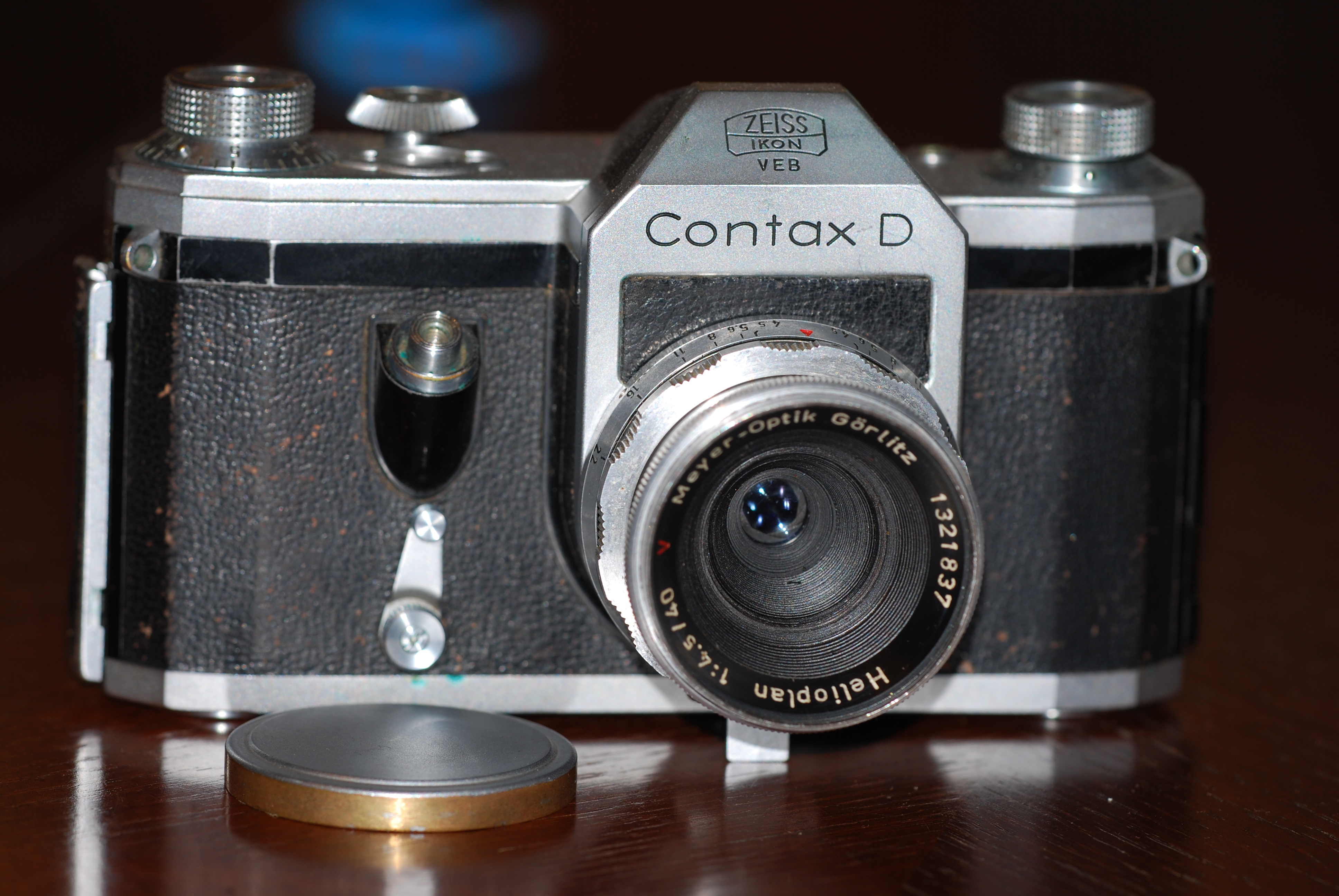
Contax D

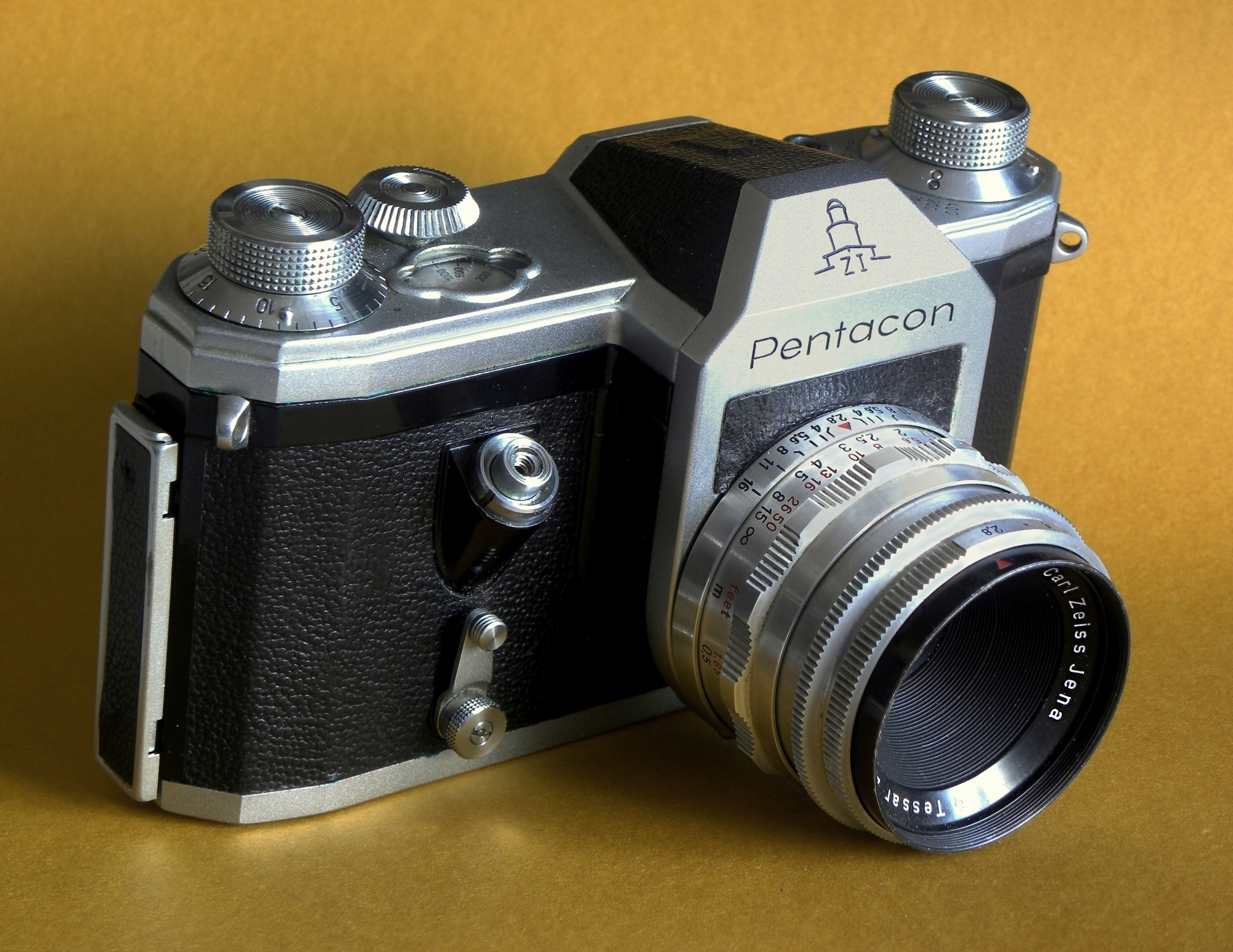
Pentacon

После раздела Zeiss Ikon на западную и восточную часть, восточногерманский Zeiss Ikon утратил права на торговую марку Contax. Новая модель фотоаппарата получила название Pentacon — от Pentaprism Contax (Пентапризма Контакс).
- Contax E или Pentacon E — вариант Contax D с экспонометром.
- Contax F или Pentacon F — производилась с 1956 года. Первая в мире камера с прыгающей диафрагмой.
- Contax FB или Pentacon FB — с экспонометром.
- Contax FM или Pentacon FM — производилась с 1958 года. Наводка на резкость путём совмещения раздвоенного изображения, как в дальномерных фотоаппаратах.
- Contax FBM или Pentacon FBM — вариант Pentacon FM с экспонометром.

### Плёнка типа 135, несменный объектив
- Tenax I и Taxona — камера Tenax производилась компанией C. P. Goertz с 1907 года.

### Плёнка типа 120
- Ercona / Ercona II

## Zeiss Ikon совместно с Cosina
Zeiss Ikon — семейство плёночных фотоаппаратов. В настоящее время в семействе две модели: Zeiss Ikon — дальномерная камера, Zeiss Ikon SW — шкальная камера. Даты анонсирования 2004 и 2006 год соответственно.
Обе фотокамеры производятся японской компанией Cosina, известной так же собственными моделями дальномерных фотоаппаратов Voigtlander Bessa.

### Zeiss Ikon
Для фокусирования используется дальномер. Корпус фотоаппарата может быть двух расцветок: серебристый или чёрный. Байонет Leica M. Рамки в видоискателе выбираются автоматически, в зависимости от установленного объектива. Тип рамки можно выставить вручную. Виды рамок: 28/85 мм, 35 мм, 50 мм. При фокусировании камера компенсирует параллакс, смещая рамки. Увеличение видоискателя 0,74×.
Обратная перемотка плёнки «рулеткой». Взвод затвора и перемотка следующего кадра курком. Эффективная длина базы дальномера 55,9 мм. Фокусирование ручное. Затвор электронный с вертикальным ходом металлических ламелей. Средняя часть затвора серого цвета для TTL-замера экспозиции. Диапазон выдержек от 1/2000 до 8 с в режиме приоритета диафрагмы, от 1/2000 до 1 с в ручном режиме. Затвор аналогичен, использованному в камерах Bessa R.
Чувствительность плёнки устанавливается вручную в диапазоне ISO 25 — 3200. Синхронизация со вспышками на 1/125 с или более длинных выдержках.
Питание от двух батарей типа LR44. Вес около 500 г.
Аксессуары: ручка для улучшения хвата, видоискатели для объективов 15, 18, 21, 25/28 мм, бленды, диоптрийные линзы для видоискателя.

### Zeiss Ikon SW
В Zeiss Ikon SW фокусирование осуществляется по шкале расстояний на оправе объектива. Характеристики камеры повторяют модель Zeiss Ikon, видоискатель и дальномер отсутствует. Вес камеры снизился до 395 г.
Назначение Ikon SW — съёмка широкоугольными объективами. Для съёмного видоискателя и фотовспышки на корпусе имеется две обоймы.